# Khagendra Thapa Magar
Khagendra Thapa Magar (Baglung, 4 de outubro de 1992 — Pokhara, 17 de janeiro de 2020), foi um detentor do título de homem mais baixo do mundo, medindo 0,6708 m (2 ft 2⅓ in). Antes considerado o adolescente mais baixo do mundo, Magar quebrou o recorde de homem mais baixo, que pertencia a Edward Niño Hernández, quando completou 18 anos em 2010. Perdeu o título de "Homem Mais Baixo do Mundo" em 12 de junho de 2011 para Junrey Balawing das Filipinas.

## Biografia
Filho de Rup Bahadur e Dhana Maya Thapa Magar, nasceu no dia 18 de Asoj de 2049 no calendário nepalês, ou 4 de outubro de 1992, no gregoriano, no distrito de Baglung, Nepal, e é apelidado de "pequeno Buda" pelos aldeões. Quando nasceu, pesava apenas 600 gramas (21 oz), e atualmente pesa 5,5 kg (12 lb; 0,87 st). Em maio de 2008, Khagendra apareceu no documentário da Channel 4 The World's Smallest Man and Me.
Magar morreu no dia 17 de janeiro de 2020, aos 27 anos, em decorrência de uma pneumonia.